# Великая Россия (партия)
«Вели́кая Росси́я» — незарегистрированная националистическая ультраправая политическая партия в Российской Федерации. Создана 5 мая 2007 года на учредительном съезде в Москве.

## История
14 апреля 2007 года — прошёл митинг на Болотной площади, на котором Александр Белов призвал митингующих к национальной солидарности и организации национальных корпоративных структур. Собравшиеся были призваны к участию в общенациональной русской националистической партии, которая будет защищать права и интересы русских людей. В этот же день Дмитрий Рогозин рассказал о предстоящем съезде новой политической партии «Великая Россия», который должен был состояться 5 мая 2007 года.
6 мая 2007 года — в Москве в Гостиничном комплексе «Измайлово» прошёл учредительный съезд политической партии «Великая Россия». Участниками съезда были приняты Устав и Программа партии, избраны руководящие и контрольно-ревизионные органы партии. В роли докладчиков выступили: депутат Государственной Думы, председатель организационного комитета партии «Великая Россия» Андрей Савельев, руководитель движения КРО Дмитрий Рогозин, координатор Центра общественных связей ДПНИ Александр Белов, соавтор «Русской доктрины» Виталий Аверьянов, сценарист Сергей Мартьянов, вице-спикер Саратовской Областной Думы Вячеслав Мальцев и другие политики национально-патриотического толка. Председателем партии единогласно избран Андрей Савельев, перед которым была поставлена главная задача — официальная регистрация партии в ближайшее время.  Соучредителями партии выступили КРО и ДПНИ.
Умеренность программы партии вызвала недовольство некоторых делегатов, в своем выступлении А.Савельев заявил, что «стерилизация документа» сознательный шаг для получения регистрации.
13 сентября 2007 года между партией «Патриоты России» и А. Савельевым, выступившим от имени «Великой России», было подписано официальное предвыборное соглашение.
8 июня 2008 году вместе с другими националистическими организациями (ДПНИ, русское освободительное движение «Народ» (лидеры Алексей Навальный и Сергей Гуляев), Русское общественное движение (РОД) (глава — Константин Крылов)) партия вошла в коалицию «Русское национальное движение».
16 июля 2010 года объявлено о возрождении партии.

### Регистрация партии
В сентябре 2007 года партии было повторно отказано в регистрации по причине того, что «информация в представленных документах и положения устава не соответствуют требованиям действующего законодательства».  По этому поводу руководство партии обратилось в Европейский суд по правам человека.

## Символика

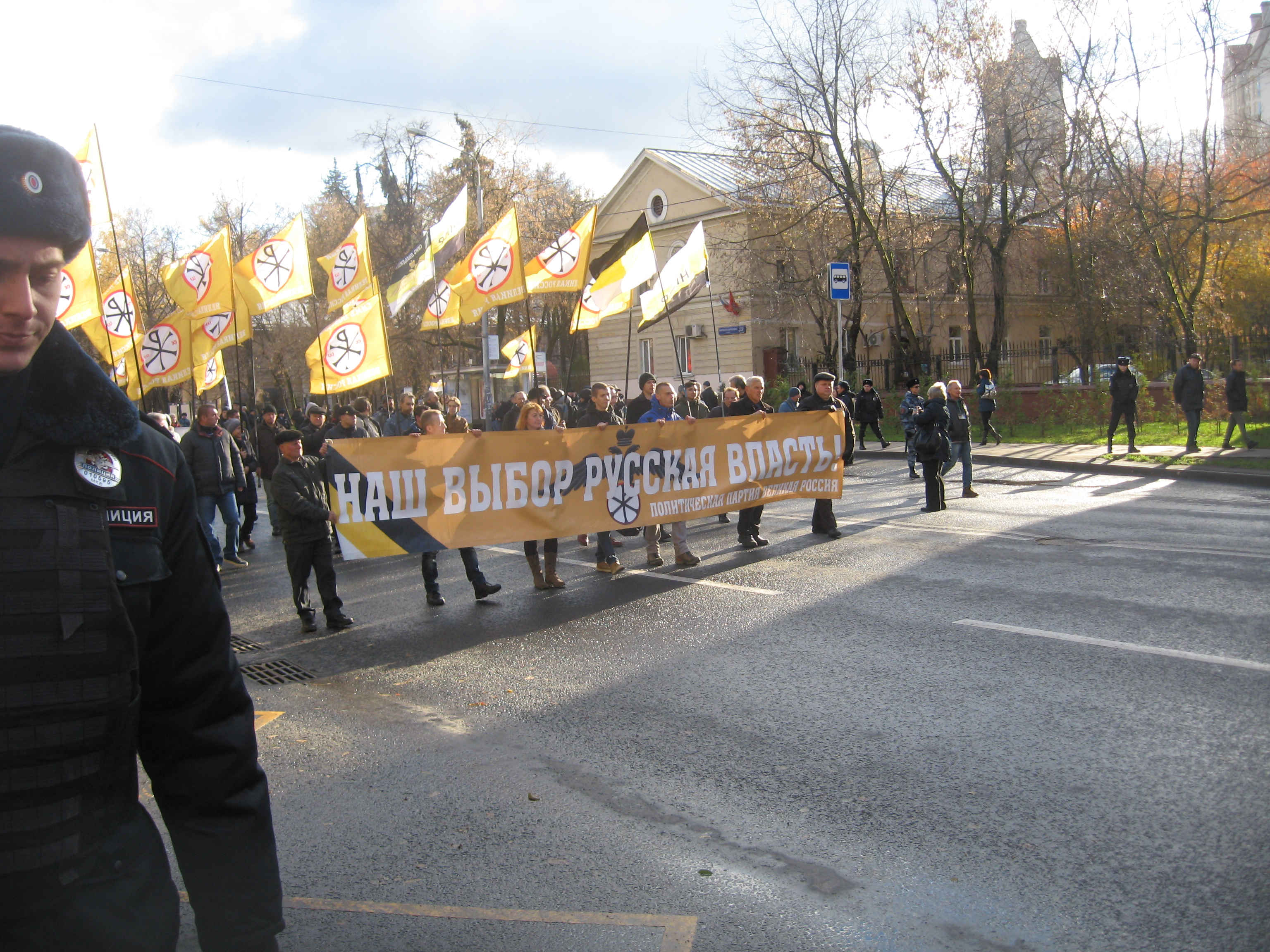
На «Русском марше» 2018 года в Москве

Эмблема партии «Великая Россия» представляет собой композицию, в верхней части которой изображен стилизованный тигр в прыжке, исполненный жёлтым, чёрным и белым цветами, развёрнутый левым боком к зрителю, под которым стилизованными буквами чёрного цвета горизонтально изображена надпись «Великая Россия». При изображении эмблемы на тёмном фоне надпись — «Великая Россия» — исполняется буквами белого цвета.

## Съезды
- 5 мая 2007 года — состоялся учредительный съезд политической партии «Великая Россия».

## Основные документы
Устав партии — принят на учредительном съезде партии в мае 2007 года. В феврале 2012 года партия приняла новый Устав.
Программа партии  — принята на учредительном съезде партии в мае 2007 года. Программа партии включает в себя описание основных принципов деятельности партии, целей, задач, а также методов их реализации и решения.
«Русская доктрина» — концептуальная идеологическая система русского мировоззрения, представленная в виде публикации. Достаточно широкий спектр положений «Русской доктрины» направлен на использование традиционных принципов, культурных и моральных ценностей русской цивилизации в целях развития России. Данный проект является конкретизированной смысловой платформой, охватывающей все сферы жизни русского человека, призванной вывести страну из периода стагнации на путь устойчивого динамичного развития и процветания.
В тексте доктрины предусматривается возможность перехода из режима светского государства в режим государства конфессионального в будущем, введение цензуры, определение России как мононационального государство с национальными меньшинствами.

## Руководящие органы
Съезд партии — высший руководящий орган партии, представленный руководством партии и делегатами.
Председатель партии — Андрей Савельев.
Центральный совет партии
Секретарь Центрального совета партии — Сергей Пыхтин.
Президиум Центрального совета партии
Секретарь Президиума Центрального совета партии — Юрий Попов
Политбюро Президиума Центрального совета партии
Оргбюро Президиума Центрального совета
Центральная контрольно-ревизионная комиссия партии
Московское отделение возглавляет  Краснов, Александр Викторович, мэр Москвы по версии противников Ельцина в 1993 году, и многолетний глава Пресненского района.

## Государственная Дума

### Выборы в Государственную Думу
Партия дважды подавала документы на официальную регистрацию, но в обоих случаях в регистрации было отказано.

## Возрождение
16 июня 2010 года на сайте партии появилась информация о возрождении партии.
Также был представлен новый символ партии, взамен старого.